# Euxoa vanidica
Euxoa vanidica är en fjärilsart som beskrevs av Smith 1900. Euxoa vanidica ingår i släktet Euxoa och familjen nattflyn. Inga underarter finns listade i Catalogue of Life.